# Campeonato Mundial de Hóquei no Gelo de 1937
O Campeonato Mundial de Hóquei no Gelo de 1937 foi a 11ª edição do torneio, disputada entre os dias 17 e 27 de fevereiro de 1937 em Londres, Inglaterra. Apenas 11 times participaram dessa edição. Na fase preliminar, os times foram divididos em três grupos: dois grupos de quatro times e um de três. Os três melhores de cada grupo de 4 e os dois melhores do de 3 avançaram à Segunda Fase. Esta consistiu em dois grupos de 4 times, com os dois melhores de cada avançando à Fase Final. Os outros quatro times da Segunda Fase jogaram a Fase de Consolação pelo 5º ao 8º lugar.
O Canadá ganhou seu nono título mundial, enquanto a sede, Grã-Bretanha, venceu seu terceiro Campeonato Europeu.

## Campeonato Mundial de Hóquei no Gelo (em Londres, Inglaterra)

### Fase Preliminar

#### Grupo A
| 17 de fevereiro de 1937 | Londres | Hungria     | – | Romênia  |  | 4:1 (2:1,0:0,2:0)  |
| 17 de fevereiro de 1937 | Londres | Reino Unido | – | Alemanha |  | 6:0 (1:0,1:0,4:0)  |
|                         |         |             |   |          |  |                    |
| 18 de fevereiro de 1937 | Londres | Alemanha    | – | Romênia  |  | 4:2 (0:0,1:0,3:2)  |
| 18 de fevereiro de 1937 | Londres | Reino Unido | – | Hungria  |  | 7:0 (0:0,2:0,5:0)  |
|                         |         |             |   |          |  |                    |
| 19 de fevereiro de 1937 | Londres | Alemanha    | – | Hungria  |  | 2:2 (1:0,0:1,1:1)  |
| 19 de fevereiro de 1937 | Londres | Reino Unido | – | Romênia  |  | 11:0 (3:0,5:0,3:0) |

Classificação
| Pos. | Time        | J | Vitórias | Empates | Derrotas | Gols  | Saldo de gols | Pts. |
| ---- | ----------- | - | -------- | ------- | -------- | ----- | ------------- | ---- |
| 1    | Reino Unido | 3 | 3        | 0       | 0        | 24: 0 | +24           | 6:0  |
| 2    | Alemanha    | 3 | 1        | 1       | 1        | 6:10  | - 4           | 3:3  |
| 2    | Hungria     | 3 | 1        | 1       | 1        | 6:10  | - 4           | 3:3  |
| 4    | Romênia     | 3 | 0        | 0       | 3        | 3:19  | -16           | 0:6  |

#### Grupo B
| 17 de fevereiro de 1937 | Londres | Tchecoslováquia | – | Noruega         |  | 7:0 (2:0,3:0,2:0)  |
|                         |         |                 |   |                 |  |                    |
| 18 de fevereiro de 1937 | Londres | Suíça           | – | Noruega         |  | 13:2 (3:1,6:1,4:0) |
|                         |         |                 |   |                 |  |                    |
| 19 de fevereiro de 1937 | Londres | Suíça           | – | Tchecoslováquia |  | 2:2 (0:0,1:2,1:0)  |

Classificação
| Pos. | Time            | J | Vitórias | Empates | Derrotas | Gols  | Saldo de gols | Pts. |
| ---- | --------------- | - | -------- | ------- | -------- | ----- | ------------- | ---- |
| 1    | Suíça           | 2 | 1        | 1       | 0        | 15: 4 | +11           | 3:1  |
| 2    | Tchecoslováquia | 2 | 1        | 1       | 0        | 9: 2  | + 7           | 3:1  |
| 3    | Noruega         | 2 | 0        | 0       | 2        | 2:20  | -18           | 0:4  |

#### Grupo C
| 17 de fevereiro de 1937 | Londres | Polônia | – | Suécia  |  | 3:0 (0:0,3:0,0:0)  |
| 17 de fevereiro de 1937 | Londres | Canadá  | – | França  |  | 12:0 (2:0,5:0,5:0) |
|                         |         |         |   |         |  |                    |
| 18 de fevereiro de 1937 | Londres | França  | – | Suécia  |  | 2:1 (0:1,1:0,1:0)  |
| 18 de fevereiro de 1937 | Londres | Canadá  | – | Polônia |  | 8:2 (3:1,3:0,2:1)  |
|                         |         |         |   |         |  |                    |
| 19 de fevereiro de 1937 | Londres | Polônia | – | França  |  | 7:1 (2:1,3:0,2:0)  |
| 19 de fevereiro de 1937 | Londres | Canadá  | – | Suécia  |  | 9:0 (4:0,2:0,3:0)  |

Classificação
| Pos. | Time    | J | Vitórias | Empates | Derrotas | Gols  | Saldo de gols | Pts. |
| ---- | ------- | - | -------- | ------- | -------- | ----- | ------------- | ---- |
| 1    | Canadá  | 3 | 3        | 0       | 0        | 29: 2 | +27           | 6:0  |
| 2    | Polônia | 3 | 2        | 0       | 1        | 12: 9 | + 3           | 4:2  |
| 3    | França  | 3 | 1        | 0       | 2        | 3:20  | -17           | 2:4  |
| 4    | Suécia  | 3 | 0        | 0       | 3        | 1:14  | -13           | 0:6  |

### Segunda Fase

#### Grupo A
| 20 de fevereiro de 1937 | Londres | Alemanha        | – | França          |  | 5:0 (1:0,3:0,1:0)                  |
| 20 de fevereiro de 1937 | Londres | Canadá          | – | Tchecoslováquia |  | 3:0 (0:0,2:0,1:0)                  |
|                         |         |                 |   |                 |  |                                    |
| 21 de fevereiro de 1937 | Londres | Tchecoslováquia | – | França          |  | 8:1 (2:1,2:0,4:0)                  |
| 21 de fevereiro de 1937 | Londres | Canadá          | – | Alemanha        |  | 5:0 (0:0,3:0,2:0)                  |
|                         |         |                 |   |                 |  |                                    |
| 22 de fevereiro de 1937 | Londres | Alemanha        | – | Tchecoslováquia |  | 2:1 n.V. (0:0,0:1,1:0,0:0,0:0,1:0) |
| 22 de fevereiro de 1937 | Londres | Canadá          | – | França          |  | 13:1 (2:0,4:0,7:1)                 |

Classificação
| Pos. | Time            | J | Vitórias | Empates | Derrotas | Gols  | Saldo de gols | Pts. |
| ---- | --------------- | - | -------- | ------- | -------- | ----- | ------------- | ---- |
| 1    | Canadá          | 3 | 3        | 0       | 0        | 21: 1 | +20           | 6:0  |
| 2    | Alemanha        | 3 | 2        | 0       | 1        | 7: 6  | + 1           | 4:2  |
| 3    | Tchecoslováquia | 3 | 1        | 0       | 2        | 9: 6  | + 3           | 2:4  |
| 4    | França          | 3 | 0        | 0       | 3        | 2:26  | -23           | 0:6  |

#### Grupo B
| 20 de fevereiro de 1937 | Londres | Reino Unido | – | Suíça   |  | 3:0 (1:0,1:0,1:0)  |
| 20 de fevereiro de 1937 | Londres | Polônia     | – | Hungria |  | 4:0 (1:0,1:0,2:0)  |
|                         |         |             |   |         |  |                    |
| 21 de fevereiro de 1937 | Londres | Suíça       | – | Hungria |  | 4:2 (0:1,2:1,2:0)  |
| 21 de fevereiro de 1937 | Londres | Reino Unido | – | Polônia |  | 11:0 (5:0,4:0,2:0) |
|                         |         |             |   |         |  |                    |
| 22 de fevereiro de 1937 | Londres | Reino Unido | – | Hungria |  | 5:0 (2:0,2:0,1:0)  |
| 22 de fevereiro de 1937 | Londres | Suíça       | – | Polônia |  | 1:0 (0:0,1:0,0:0)  |

Classificação
| Pos. | Time        | J | Vitórias | Empates | Derrotas | Gols  | Saldo de gols | Pts. |
| ---- | ----------- | - | -------- | ------- | -------- | ----- | ------------- | ---- |
| 1    | Reino Unido | 3 | 3        | 0       | 0        | 19: 0 | +19           | 6:0  |
| 2    | Suíça       | 3 | 2        | 0       | 1        | 5: 5  | 0             | 4:2  |
| 3    | Polônia     | 3 | 1        | 0       | 2        | 4:12  | -8            | 2:4  |
| 4    | Hungria     | 3 | 0        | 0       | 3        | 2:13  | -11           | 0:6  |

### Fase de Consolação (5º ao 8º lugar)
| 25 de fevereiro de 1937 | Londres | Hungria         | – | França  |  | 5:1 (1:0,2:0,2:1) |
| 25 de fevereiro de 1937 | Londres | Tchecoslováquia | – | Polônia |  | 1:0 (0:0,0:0,1:0) |
|                         |         |                 |   |         |  |                   |
| 26 de fevereiro de 1937 | Londres | Tchecoslováquia | – | França  |  | 3:1 (1:0,1:0,1:1) |
|                         |         |                 |   |         |  |                   |
| 27 de fevereiro de 1937 | Londres | Tchecoslováquia | – | Hungria |  | 0:0 (0:0,0:0,0:0) |

Classificação
| Pos. | Time            | J | Vitórias | Empates | Derrotas | Gols | Saldo de gols | Pts. |
| ---- | --------------- | - | -------- | ------- | -------- | ---- | ------------- | ---- |
| 5    | Hungria         | 2 | 1        | 1       | 0        | 5:1  | +4            | 3:1  |
| 6    | Tchecoslováquia | 2 | 1        | 1       | 0        | 3:1  | +2            | 3:1  |
| 7    | França          | 2 | 0        | 0       | 2        | 2:8  | -6            | 0:4  |
| 8    | Polônia         | 0 | 0        | 0       | 0        | 0:0  | 0             | 0:0  |

### Fase Final (1º ao 4º lugar)
| 25 de fevereiro de 1937 | Londres | Reino Unido | – | Suíça    |  | 2:0 n.V. (0:0,0:0,0:0,0:0,0:0,2:0) |
| 25 de fevereiro de 1937 | Londres | Canadá      | – | Alemanha |  | 5:0 (1:0,2:0,2:0)                  |
|                         |         |             |   |          |  |                                    |
| 26 de fevereiro de 1937 | Londres | Suíça       | – | Alemanha |  | 6:0 (2:0,2:0,2:0)                  |
| 26 de fevereiro de 1937 | Londres | Reino Unido | – | Canadá   |  | 0:3 (0:1,0:1,0:1)                  |
|                         |         |             |   |          |  |                                    |
| 27 de fevereiro de 1937 | Londres | Canadá      | – | Suíça    |  | 2:1 n.V. (0:1,1:0,0:0,0:0,1:0)     |
| 27 de fevereiro de 1937 | Londres | Reino Unido | – | Alemanha |  | 5:0 (3:0,1:0,1:0)                  |

Classificação
| Pos. | Time        | J | Vitórias | Empates | Derrotas | Gols  | Saldo de gols | Pts. |
| ---- | ----------- | - | -------- | ------- | -------- | ----- | ------------- | ---- |
| 1    | Canadá      | 3 | 3        | 0       | 0        | 10: 1 | + 9           | 6:0  |
| 2    | Reino Unido | 3 | 2        | 0       | 1        | 7: 3  | + 4           | 4:2  |
| 3    | Suíça       | 3 | 1        | 0       | 2        | 7: 4  | + 3           | 2:4  |
| 4    | Alemanha    | 3 | 0        | 0       | 3        | 0:16  | -16           | 0:6  |

### Classificação Final - Campeonato Mundial
| Posição | Time            |
| ------- | --------------- |
| 1       | Canadá          |
| 2       | Reino Unido     |
| 3       | Suíça           |
| 4       | Alemanha        |
| 5       | Hungria         |
| 6       | Tchecoslováquia |
| 7       | França          |
| 8       | Polônia         |
| 9       | Noruega         |
| 10      | Suécia          |
| 11      | Romênia         |

#### Times
| Pos. | País | Elenco |
| ---- | ---- | --- |
| 1    | CAN  | Ralph Reading, Harry Robertson, Fred Botterill, T. Almack, James Kemp, Hugo Mackie, Gordon Wilson, Doug Keiver, George Goble, Ken Campbell, Fred Burnett, Paul Kozak, Eric Hornquist; Treinador: John Achtzener |

### Classificação Final - Campeonato Europeu
| Posição | Time            |
| ------- | --------------- |
| 1       | Reino Unido     |
| 2       | Suíça           |
| 3       | Alemanha        |
| 4       | Hungria         |
| 5       | Tchecoslováquia |
| 6       | França          |
| 7       | Polônia         |
| 8       | Noruega         |
| 9       | Suécia          |
| 10      | Romênia         |

Campeões Europeus de 1937

 Reino Unido